# 703
703 (DCCIII) var ett normalår som började en måndag i den julianska kalendern.

## Händelser

### Okänt datum
- Abdallah ibn Abd al-Malik erövrar Mopsuestia från Bysantinska riket och gör staden till den första muslimska basen i området.

## Födda
- An Lushan, militär ledare under Tangdynastin (död 757)

## Avlidna
- Kejsarinnan Jitō av Japan (född 645)